# 홍승섭
홍승섭(1961년 8월 1일 ~ )은 대한민국의 성우이다. 1988년 한국방송 성우극회 21기로 입사하였다.

## 작품

### 애니메이션
- 두치와 뿌꾸(KBS) - 마빈 박사 / 두치 아빠 역
- 오! 나의 여신님(투니버스) - 장기원 (토시유키) 역
- 아기공룡 둘리 얼음별 대모험(KBS) - 마이콜 역
- 라라의☆스타일기(KBS) - 무라니시 사장(한상혁) 역
- 올림포스 가디언(SBS) - 아레스 / 하데스
- 캡틴 테일러(투니버스) - 앤더슨 / 코질러
- 마법소녀 리나(SBS) - 카우링
- 곰돌이 푸(KBS)
- 전사 골리앗(KBS)
- 채채퐁 김치퐁(KBS) - 카멜리아
- 사이버영혼 바스토프레몬(KBS) - 플루토
- 노트르담의 천사(SBS)
- 사자왕 가오가이거 (KBS) - 볼포그(빅 볼포그) / 썬더 카이저
- 레스톨 특수구조대(KBS) - 아나운서
- 마이크로맨(KBS) - 데몬 그린 / 아덴 다크 / K 박사
- 밀림의 왕자 레오(KBS) - 토니
- 디지몬 테이머즈(KBS) - 유민 아빠 / 베르몬 / 정종진 / 사이버드라몬
- 우정의 그라운드(KBS) - 의사 / 마르코(나중) 역
- 타이의 대모험(SBS) - 아반 / 아이스파이어 역
- 이집트 왕자(SBS)
- 요술곰의 모험나라(KBS) - 심술이 역
- 사우루스 팡팡(KBS) - 모살 장군 / 대장 역
- 태양의 기사 피코(KBS) - 미카엘 역
- 셰익스피어 명작만화 오델로(SBS)
- 폭소 자동차 경주(투니버스) - 펫 팬딩 역
- 마징카이저(애니원) - 김철 / 라이건 역
- 히트가이-J(애니원) - 에드문도 / 노리에가 의원 역
- 아랑전설(VIDEO) - 라이덴 역
- 돌아온 영웅 홍길동(MBC) - 사자가면 역
- 기갑경찰 메탈잭(투니버스) - 건 역
- 릴로 & 스티치 - 트럭 운전사
- 우바우바 마수필라미(EBS)

### 영화
- 도검소 (SBS) - 소삼소 (유덕화)
- 가위손 (KBS) - 짐의 친구 (존 맥마흔)
- 연지구 (KBS) - 원영걸 (만자량)
- 러시아워 3 (SBS) - 거인 무술인 (쑨밍밍) / 대사 (마지)
- 백 투 더 퓨처 (KBS) - 조지 (크리스핀 글로버)
  - 백 투 더 퓨처 2 (KBS) - 조지 (제프리 와이스먼) / 니들스 (플리) / 라디오 중계 해설 (찰스 L. 캠벨)
  - 백 투 더 퓨처 3 (KBS) - 조지 (제프리 와이스먼) / 뷰포드의 동료(마이클 왓슨) / 옷 판매원(마빈 J. 맥킨타이어)
- 스피드 (KBS) - 빈스(토마스 로잘레스 주니어) / 버스 승객(데이빗 크리겔)
- 엑스맨 (SBS) - 토드 (레이 파크) / 켈리의 보좌관 (매튜 샤프) / 경찰
- 인간 로케티어 (KBS) - 발렌타인의 부하(맥스 그로덴칙) / 영화 감독(샘 빈센트) / 정부 담당관(윌리엄 프랭크파더) / 극장 방송 해설
- 툼 레이더 (KBS) - 브라이스(노아 테일러)

- 내 생애 최고의 데이트(SBS) - 피트 (토퍼 그레이스) 역
- 아일랜드(SBS) - 요원(트로이 블렌델) / 경비원(커크 워드)
- 내셔널 시큐리티(SBS) - 맥더프(콜름 피오)
- 풀 프루프(SBS) - 케니 (미프) 역
- 랜드 앤 프리덤(KBS)
- 맨 인 블랙2(KBS) - 뉴튼 (데이비드 크로스) 역
- 택시 3(KBS)
- 해리포터와 마법사의 돌(SBS) - 퀴렐 교수 (이안 하트) 역
- 방탄승(SBS) - 텐진(원라소)
- 뉴 이어스 데이(SBS) - 선생님(랠프 브라운) / 경찰(마이클 앳웰)
- 의뢰인(SBS)
- 저스트 라이크 헤븐(SBS) - 브레트 (벤 셍크만) 역
- 귀여운 여인(SBS)
- 아마게돈(SBS) - 오스카 최 (오웬 윌슨) 역
- 일곱가지 유혹(SBS)
- 천녀유혼 2(SBS) - 좌천호(이자웅)
- 베른의 기적(SBS)
- 죽기 아니면 까무러치기(SBS)
- 동굴속의 비밀(SBS) - 빅토르 역
- 스네이크 아이즈(SBS) - 파렐(존 허드) 역
- 프린세스 다이어리(KBS) - 필립 레날디(린 어벌조노이스) / 파올러(래리 밀러) 역
- 매드 맥스(KBS) - 조니(팀 번즈) / 사스(스티븐 클락) / 배리(데이빗 캐머런)
- 매드 맥스(SBS) - 조니(팀 번즈)
- 저스트 프렌즈(SBS)
- 잔 다르크(SBS) - 트레모이 역
- 영웅본색(SBS) - 아성 (이자웅) 역
- 장지웅심(SBS)
- 용적심(SBS)
- 에어 아메리카(SBS)
- FBI 기동타격대(SBS)
- 더 바디(SBS) - 원스테드 (제이슨 플레밍) 역
- 아메리칸 뷰티(SBS) - 짐의 친구(샘 로버즈)
- 유산상속 벼락부자(SBS)
- 화소도(SBS)
- 스키아카데미(SBS)
- 스페이스 카우보이(SBS)
- 세인트 엘모의 열정(SBS)
- 이퀼리브리엄(SBS) - 심문자(클라우스 쉰들러)
- 크림슨 타이드(SBS) - 모슬러(릴로 브란카토) 역
- 리틀 부다(SBS) - 켄포(소걀 린포체) 역
- 퍼펙트 머더(SBS)
- 드리븐(SBS)
- 아트 오브 워(SBS) - 블라이 (마이클 빈) 역
- 대부(KBS) - 타탈리아(빅터 렌디나)
- 대부2(SBS)
- 키스 더 걸(SBS) - 사익스 역
- 폴리스 스토리(SBS) - 형사(탕진업)
- 폴리스 스토리 2(SBS) - 경찰(첨병희)
- 투명인간의 사랑(SBS)
- 쿼바디스(SBS)
- 또다른 탄생(SBS)
- 데스티네이션(SBS)
- 화성침공(SBS)
- 다이하드 2(SBS) - 스튜어트의 부하(토니 가니오스)
- 제5원소(SBS) - 코넬리우스 제자 역
- 사랑할 때와 이별할 때(KBS) - 대니 역
- OK 목장의 결투(KBS) - 빌리(데니스 호퍼) / 지미(마틴 밀너)
- 은밀한 거래(KBS) - 보비 역
- 3:10 투 유마(KBS) - 포터(일란 터딕)
- 택시 2(KBS) - 흑인 형사 역
- 왝 더 독(KBS) - 패드 킹 (데니스 리어리) 역
- 엔드 오브 데이즈(KBS) - 바비 시카고(케빈 폴락)
- 프로젝트 A(KBS) - 마여롱의 동료(태포)
- 빨간 구두(KBS)
- 호텔 르완다(KBS) - 잭(호아킨 피닉스) / 라디오 방송 음성
- 안소니 짐머(KBS) - 뮐러 (질스 렐로체) 역
- 무림지존(KBS) - 지수 역
- 식스맨(KBS) - 해설가 역
- 리멤버 타이탄(KBS) - 태버 감독 역
- 어 퓨 굿 맨(KBS) - 샘 (케빈 폴락) 역
- 그랑블루(KBS) - 경기 심판(세르조 카스텔리토)
- 레옹(SBS) - 몰키(피터 애펠)
- 홍번구(KBS)
- 섹슈얼 프렌즈(KBS) - 데미안 (트레버 머피) 역
- 쇼타임(SBS) -  찰리(존 카리아니) / 방송사 사장(피터 제이컵슨)
- 타이타닉 타운(SBS) - 워팅턴(올리버 포드 데이비스) 역
- 콜리야(SBS) - 브로츠 역
- 로미오와 줄리엣(KBS)
- 천방지축(KBS)
- 아마데우스(KBS) - 살리에르의 하인(필립 렌코스키)
- 공포의 비행(KBS)
- 부메랑(KBS)
- 태극권(KBS) - 추월의 애인(주금강)
- 에어 포스 원(KBS)
- 셔터(KBS) - TV 방송 해설(수티퐁 비바쿨) / 교수
- 죽음의 씨앗(KBS)
- 패닉 룸(KBS) - 라울 (드와이트 요아캄) 역
- 화소도(KBS) - 소주 역
- 에일리언 2(KBS) - 허드슨(빌 팩스턴) / 청문회 위원장(폴 맥스웰)
- 화이트 히어로(KBS) - 아트무스(로키 캐럴) 역
- 제너럴(KBS) - 윌리 역
- 브레이브 하트(KBS) - 제자 역
- 글레디에이터(KBS)
- 필라델피아(KBS)
- 새벽의 비밀(KBS)
- 취권 2(SBS) - 장학량 (유덕화) 역
- 스타쉽 트루퍼스(KBS) - 키튼(맷 레빈)
- 잠망경을 올려라(KBS)
- 신과 함께 가라(KBS)
- 자칼(KBS) - 라몽 (잭 블랙) 역
- LA 컨피덴셜(KBS) - 부경감(잭 콘리)
- 엑스페리먼트(KBS) - 캄스(니키 폰 템펠호프)
- 재회(KBS)
- 벨파고(KBS) - 밥(필리페 매망) 역
- 복수의 실락원(KBS)
- 게놈 프로젝트(KBS)
- 신용문객잔(KBS) - 노소천 역
- 아름다운 시절(KBS) - 젊은 리카드(킴 뢰메르) 역
- 얼라이브(SBS) - 카네사 (조쉬 해밀톤) 역
- 시네마 천국(KBS) - 마을 사람(밈모 미그네미)
- 데이라이트(KBS) - 마이키(레놀리 산티아고)
- 에블린(KBS) - 검사 역
- 마틴을 위한 노래(KBS) - 필립(피터 앤맨) 역
- 투게더(KBS) - 장 선생 역
- 아가사 크리스티의 창백한 말(KBS) - 코리건 역
- 결혼하고도 싱글로 남는 법(KBS) - 루이스의 친구/엠마의 오빠(그레구와 외스테르만)
- 유니버설 솔저(KBS) - 경찰(로드 울프)
- 진실의 두 얼굴(SBS)
- 코리나 코리나(SBS) - 매니 싱어 역
- 화이트 도그(KBS)
- 못 말리는 첩보원(KBS)
- 분노의 목격자(SBS)
- LA 스토리(SBS)
- 언더시즈(SBS) - 지휘관(데일 다이) / F-18 조종사(브루스 부지)
- 랜드 앤 프리덤(KBS)
- 주어러(KBS)
- 터미네이터 2(KBS) - 연구소 경비원(토니 시모티스) / 불량배(제라르 윌리엄스) / 정신병원 경비원(덴니 피어스) / 경찰(톰 맥도널드) / 운전수(테렌스 에반스)
- 레인 피플 (KBS) - 정류장 안내방송
- 머니 토크(SBS)
- 북경의 55일(SBS)
- 도망자 2(SBS)
- 타락천사(KBS) - 일본인 남자(토루 사이토)
- 머더 1600(KBS)
- 뉴욕 뉴욕(KBS)
- 비버리 힐스 캅 2(SBS) - 제프리(폴 라이저)
- 이유 없는 반항(KBS) - 버즈(코레이 알렌)
- 시티 오브 엔젤(KBS) - 차안의 남자(존 푸치) / 편의점 직원(알렉산더 포크)
- 마틴 기어의 귀향(SBS) - 마틴(버나드 피에르 도나디우)
- 킥 복서(SBS) - 아나운서(브래드 커너) / 기자(마크 디살) / 의사
- 미치고 싶을 때(SBS) - 니코(스테판 게벨호프) / 터키 술집 남자(메흐메트 쿠르툴루스)
- 배트맨 포에버(KBS) - 그레이슨의 아버지(레리 A. 리)
- 어니스트: 유령 퇴치 작전(KBS) - 케니의 아빠(댄 버틀러)
- 내 이름은 브루스 2(SBS) - 빅터(카를로스 콤핀) / 비의 부하(알렉산더 존스턴)
- 허비 - 몬테카를로에 가다(KBS) - 정비공(로이드 닐슨)
- 파더스 데이(SBS) - 피터(톰 베리카) / 바모어(폴 허만)
- 리썰 웨폰(SBS) - 맥클러리(마이클 샤너) / 고문범(알 레옹)
- 위 워 솔저스(SBS) - 잭 게이건(크리스 클라인)

### 외화
- 파워 포스 레인저(SBS) - 진드레스 역
- 판관 포청천(KBS) - 정천 역
- 정무문(KBS) - 사장 아들 역
- 피시는 사춘기(KBS) - 어니(앤디 딕) 역
- 대지진 10.5(KBS) - 대통령 보좌관(존 카시니) 역

### 인터넷
- 울어도 좋습니까 (옛날방송국) - 지호

### 방송
- 인간과 자연 (KBS)

### 광고
- LG전자 싸이언
- 롯데 캐논

### 라디오
- KBS 무대 10년(아빠의 무모한 도전)(KBS 제2라디오)
- KBS 무대 10년(알파맘 수난기)(KBS 제2라디오)
- KBS 무대 10년(익숙한 곳에서 길찾기)(KBS 제2라디오)
- KBS 무대 10년(모차르트 듣는 여자)(KBS 제2라디오)

### 직접 출연
- 피아노 치는 대통령 - 교육부 장관 역